# Méry Etel
Méry Etel József (Magyarszőgyén, 1834. március 5. – Győr, 1883. május 25.) bencés szerzetes, régész.

## Élete
Középiskolai tanulmányait 1846–1850 között Esztergomban végezte. 1851-ben belépett a bencés rendbe, 1857-ben szentelték fel. 1857–1862 között Pápán, majd a Győri Bencés Főgimnáziumában lett tanár, ahol irodalmi kört alakított. 1864-ben átvette a győri múzeum vezetését, amely akkor a bencés gimnáziumban volt.
Részt vett a győri ásatásokon. Nevéhez fűződik az ún. homokgödri római kori emlékek, a Kálvária környéki római kori síremlékek megmentése, az Újszállások területén előkerült Árpád-kori település és temető maradványainak begyűjtése. Elkészítette a győri római kori feliratos kövek leírását és kataszterét, illetve összegyűjtötte a város kiemelkedő céhes emlékeit. Magángyűjtőkkel való jó kapcsolata révén jelentősen gyarapította a múzeum numizmatikai gyűjteményét.
Régészeti, irodalomtörténeti, helytörténeti és természettudományi tárgyú cikkei jelentek meg elsősorban Győrrel és környékével kapcsolatban. Néhány szépirodalmi munkát is írt.
A győri köztemetőben, a bencések kriptájában nyugszik.

## Művei
1858–1860 között Vaszary Kolossal és Füssy Tamással szerkesztette az Ifjúsági Plutarchot. Részt vett a Fehér Ipoly Kálmán által szerkesztett Győr megye és város egyetemes leírása című monográfia (1874) elkészítésében.
- 1872 Archaeologiai levelek. Archaeologiai Értesítő
- A győri homokgödrök kősírja Domitian idejéből. Archaeologiai Értesítő
- A győri főgymnasiumi múzeum s a vidék nevezetesebb régiségei. Archaeologiai Értesítő
- 1873–1874 A Győri Múzeum Római Éremgyűjteménye, s valami a lelőhelyek fontosságáról. Győr
- 1875–1876 Arrabona temetői. Győr harmadik római temetője. Győr
- 1879 Pázmándi Horváth Endre élet- és jellemrajza. Győr